# Hydrocyphon keralaensis
Hydrocyphon keralaensis es una especie de coleóptero de la familia Scirtidae.

## Distribución geográfica
Habita en Tamil Nadu (India).